# 傑尼西夫
49°27′35″N 25°20′12″E / 49.45972°N 25.33667°E
傑尼西夫（烏克蘭語：Денисів），是烏克蘭的村落，位於該國西部捷爾諾波爾州，由捷尔诺波尔区負責管轄，始建於1671年，面積0.72平方公里，2001年人口994，人口密度每平方公里1,390.2人。